# 镇德桥镇
镇德桥镇，是中华人民共和国湖南省常德市鼎城区下辖的一个乡镇级行政单位。

## 行政区划
镇德桥镇下辖以下地区：
夹巷口社区、水浒庙社区、财神庙社区、枫树口村、张家桥村、周家岗村、八方岗村、乔家岗村、刘家桥村、丁家井村、文化村、同兴坝村、龙潭港村、卧龙岗村、受福村和朱家桥村。